# Coppa Italia Primavera 2001-2002
La Coppa Italia Primavera 2001-2002 è stata la trentesima edizione del torneo riservato alle squadre giovanili iscritte al Campionato Primavera. Il detentore del trofeo era l'Atalanta.
La vittoria finale è andata al Lecce per la prima volta nella sua storia.